# 擲距骨
掷距骨，或稱擲羊拐骨、擲髀石，是使用羊的後脛距骨作玩具，為歷史悠久的兒童遊戲，也有的用其他動物的距骨。

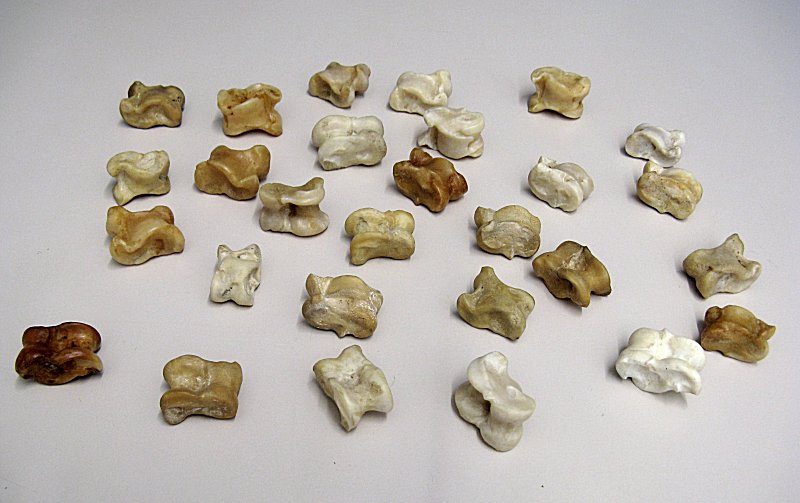
羊距骨

## 歷史

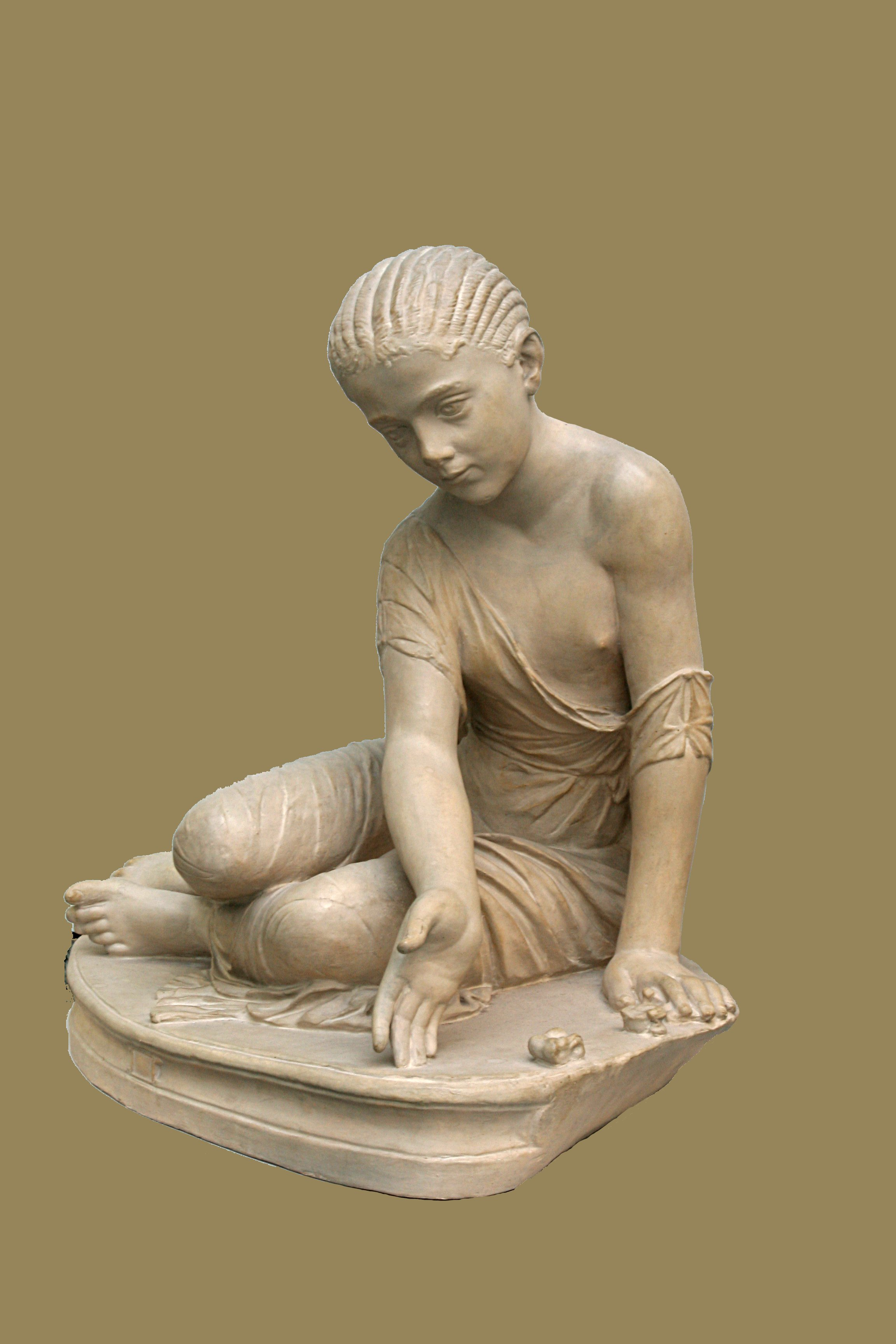
羅馬雕像，一位在擲距骨的女孩。

古埃及、古希臘人與古羅馬人就有用距骨玩拋擲遊戲。玩法通常是將跖骨拋上，用手接下，同抓布包遊戲一樣考驗小孩的神經反應。跖骨因能擲出四面，可作為骰子遊戲，也被認為是六面骰的前身。
在中國則流行於北方，是明朝時北京兒童的遊戲，稱為貝石，如劉侗、於奕正《帝京景物略》：「是月羊始市，兒取羊後脛之膝之輪骨，曰貝石，置一而一擲之。置者不動，擲之不過，置者乃擲；置者若動，擲之而過，勝負以生。其骨輪四面兩端，凹曰真，凸曰詭，勾曰騷，輪曰背，立曰頂骨律。其頂岐亦曰真，平亦曰詭。蓋真勝詭負而騷背閑，頂平再勝，頂岐三勝也。其勝負也以貝石。」
在滿族稱為嘎拉哈。
在蒙古族稱為沙嘎，1954年到1984年考古學家在满洲里市拓拔鮮卑古墓，在個別墓中找到一陶罐，裡面是排列整齊的羊距骨。1983年，在烏蘭察布市涼城縣的匈奴墓中有找到羊距骨作。蒙古人除拋擲遊戲外，還可作猜谜、占卜、打彈珠、打靶，可作為棋子使用，如蒙古跳棋、蒙古直棋。當地俗諺說：「高高山上绵羊走，深深谷地山羊过，向阳滩上骏马跑，背风弯里黄牛卧。倒立起来叫不顺，正立抓个大骆驼。」